# Mesobraconoides truncatus
Mesobraconoides truncatus är en stekelart som först beskrevs av Szepligeti 1914.  Mesobraconoides truncatus ingår i släktet Mesobraconoides och familjen bracksteklar. Inga underarter finns listade i Catalogue of Life.